# Jean Barbet
Pour les articles homonymes, voir Famille Barbet de Jouy et Barbet.
Jean Barbet, né en 1605 à Saint-Valery-sur-Somme et mort en 1654, est un architecte et maître-maçon français. Il est également l'auteur du Livre d'architecture, d'autels et de cheminées.

## Biographie
La vie de Jean Barbet est peu documentée, il est issu de la famille des Barbet de Normandie, probablement une famille de maître-maçons travaillant à Paris. Il quitta le pays de Caux pour se rendre à Rouen où on le trouve en 1616 puis part pour Paris et y habite rue Vieille-du-Temple.
La première réalisation connue de Jean Barbet est située à Richelieu : il s’agit de trente-deux maisons semblables dont quatre grandes et vingt-huit petites qu’il s’engage à construire le 2 mars 1633. Il dessine les plans de ces maisons, qui définissent un module de 10 toises servant de base pour déterminer les proportions de la ville. La Fontaine les décrit ainsi :
Ce sont des bâtiments fort hauts ;

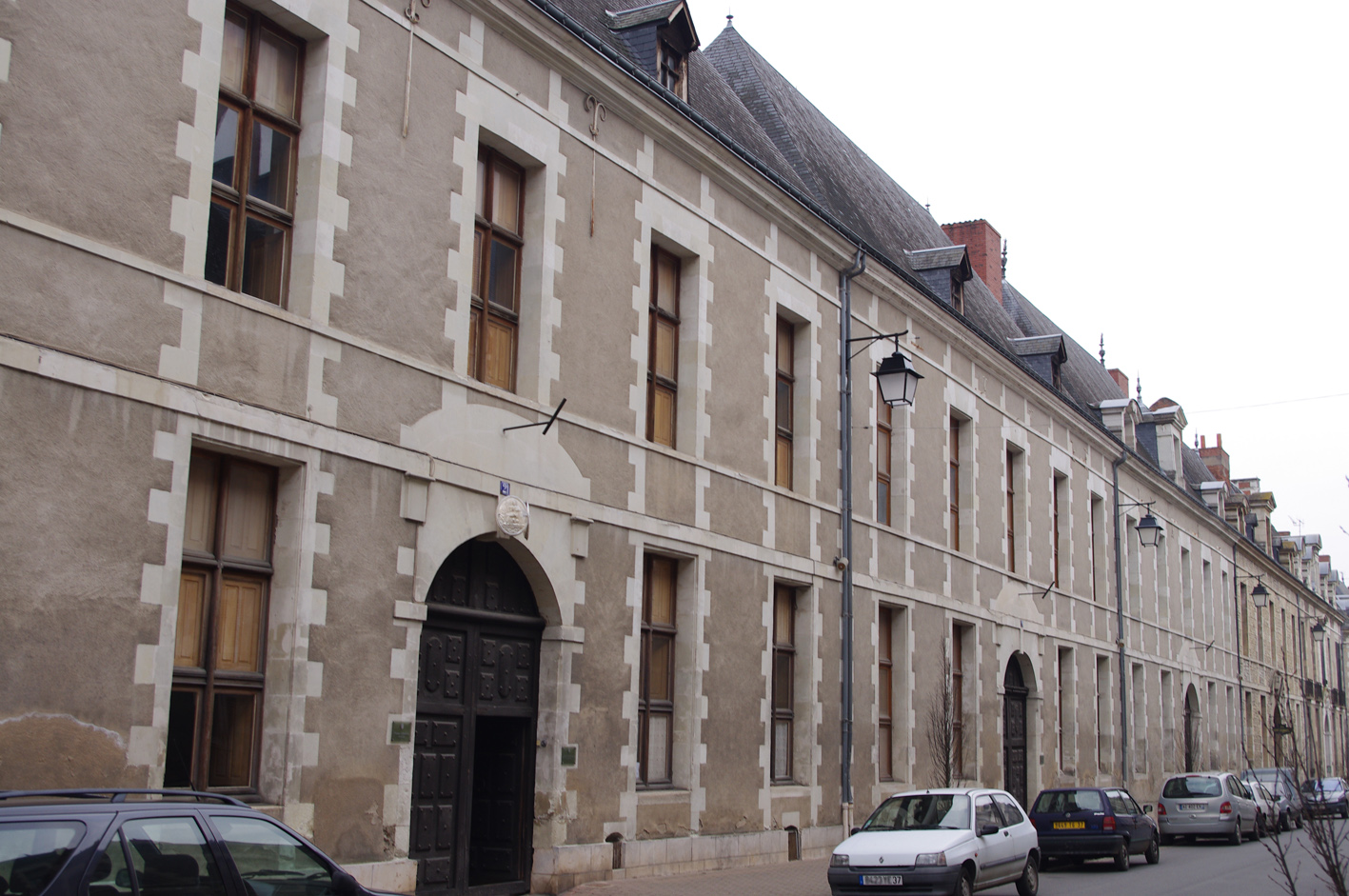
Hôtels particuliers construits par Jean Barbet pour la ville de Richelieu.

Leur aspect vous plaira sans faute ;

Les dedans ont quelques défauts,

Le plus grand, c’est qu’ils manquent d’hôtes.
Au cours de ces années, sous la direction de Pierre Lemercier, il exécute les plans de son frère Jacques pour la Chapelle Notre-Dame-des-Ardilliersà Saumur, dédiée au cardinal de Richelieu. Un des autels de son Livre d’architecture porte la description « Hostel des Ardilliers » sans que l’on puisse savoir si cet autel est l’une de ses réalisations ou s’il représentait ici un autel préexistant.
En 1635 il signe un contrat avec Léonard d’Étampes pour réaliser des travaux à l’abbaye de Bourgueil puis, de 1635 à 1638, il travaille pour Gaston d’Orléans sur le chantier de Blois auprès de François Mansart. 
De 1638 à 1645, Jean Barbet travaille avec son beau-frère Damien Payen sur le chantier de la cathédrale Sainte-Croix d’Orléans (tour nord), où il est chargé de « la charpente et l’augmentation dudit clocher en obélisque »,. Jacques Lemercier, qui avait conçu les plans, ne faisant pas confiance à Barbet, fit surveiller le chantier par Pierre Lemercier avec ces instructions : « Là où l’entrepreneur pansera faire autrement, le faut arrester à l’instant ». En plus du travail de charpente, il se chargea de la fourniture et de la pose des plombs ainsi que d’élever une partie de la nef de l’église. Le chantier prend du retard et n’est achevé qu’en 1662. Le clocher, fait d’une structure de bois bardée de fer, subit un « torciment » en 1657, puis, menaçant de s’effondrer, il est abattu en 1691.
Il est également architecte du roi Louis XIII en Touraine.
Jean Barbet retourne probablement en Normandie en 1652 et meurt en 1654.

## LeLivre d'architecture d'autels, et de cheminées

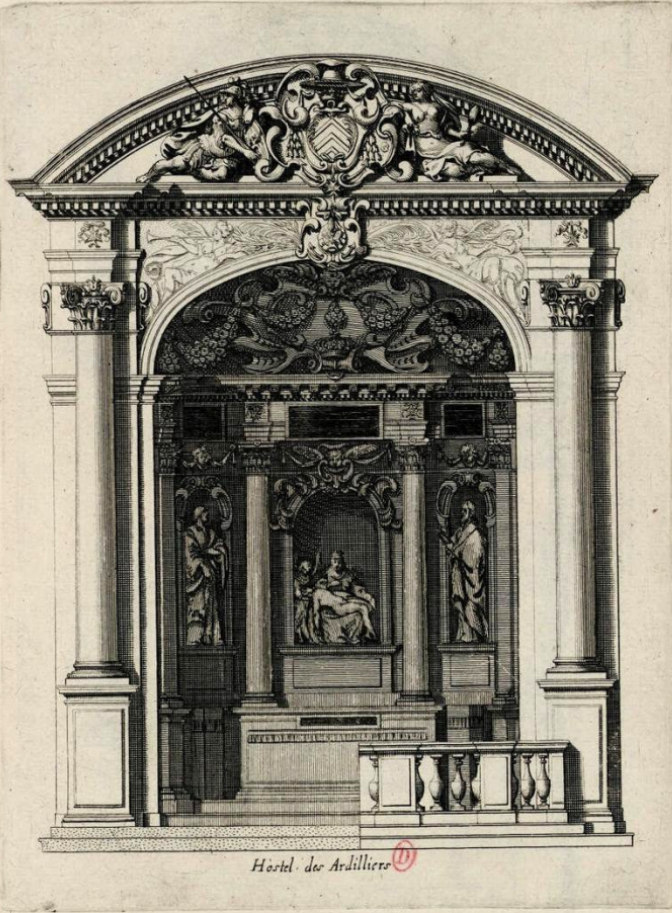
Gravure de l'autel des Ardillers, tirée du Livre d'architecture d'autels et de cheminées.

Le Livre d’architecture d’autels, et de cheminées est publié en 1633 par Melchior II Tavernier et gravé par Abraham Bosse. L’ouvrage se compose d’une page de titre, d’une dédicace au cardinal de Richelieu et d’un avertissement au lecteur dans lequel Jean Barbet indique que : « Ayant passé quelque temps à desseigner ce qu'il y a de beau dans Paris, je me suis exercé depuis a faire ce petit Ouvrage, que je vous donne., » ce qui peut laisser supposer qu’on puisse y trouver des exemples issus de bâtiments parisiens et que par conséquent toutes ces planches ne sont pas forcément toutes issues de la seule imagination de Jean Barbet. Il reproduit peut-être des autels et des cheminées qu’il a vus, ce qui tend à se confirmer par cette phrase : « il me suffit de les imiter, sans me picquer de leur gloire » sans que les sources ne définissent clairement la part de création dans les planches présentées dans cet ouvrage. Suivent ensuite cinq planches d’autels et douze planches de cheminées réunies ici par leur seule commune abondance d’ornements.
C’est la seule publication portant le nom de Jean Barbet, probablement parce que le contrat avec Tavernier n’a pas été renouvelé.
Entre 1638 et 1644, Tavernier propose une réédition de l’ouvrage ajoutant les numéros de planches absents dans la première édition, et Pierre II Mariette, après avoir racheté le fonds Tavernier en 1644, publie à nouveau l’ouvrage. On compte également deux éditions hollandaises datant de 1641, une édition allemande en 1645 et deux éditions anglaises au XVIIe siècle ainsi qu’une autre en 1706, ce qui indique une certaine diffusion du travail de Barbet.

## Réalisations
- 1633-1634 : Construction de 32 hôtels particuliers dans la ville de Richelieu[Notes 2].
- 1634 : Chapelle Notre-Dame-des-Ardilliers
- 1635 : Abbaye de Bourgueil (travaux)
- 1635-1638 : Château de Blois
- 1638-1645 : Cathédrale de Sainte-Croix d’Orléans (travail de charpente)